# Coppa Italia 2022-2023 (hockey su ghiaccio)
La Coppa Italia 2022-2023 di hockey su ghiaccio è stata la 27ª edizione dell'omonimo torneo.
La competizione si è svolta tra il 30 dicembre 2022 e il 22 gennaio 2023, con la fase finale che ha avuto luogo presso l'Acinque Ice Arena di Varese.

## Partecipanti
Per la prima volta nella storia, la Coppa Italia non è stata contesa soltanto dalle squadre iscritte nella serie cadetta (Italian Hockey League), ma anche da quelle partecipanti alla terza divisione (Italian Hockey League - Division I); agli ottavi di finale, iniziati il 30 dicembre 2022, hanno infatti avuto accesso tutte le dieci compagini dell'Italian Hockey League e le prime sei classificate in quel momento nell'Italian Hockey League - Division I.

## Formula
La Coppa Italia è stata assegnata tramite un torneo a eliminazione diretta a partire dagli ottavi di finale.
Gli ottavi di finale e i quarti di finale si sono disputati in partite di andata e ritorno, con la prima gara in casa della squadra peggio classificata; i tempi supplementari erano previsti al termine della seconda gara, nel caso in cui i due incontri fossero terminati con una vittoria per parte (non contava la differenza reti). Le semifinali e la finale si sono disputate in partita unica presso l'Acinque Ice Arena di Varese.
Tutti gli accoppiamenti del tabellone sono stati determinati il 27 dicembre 2022.

## Tabellone
|  | Ottavi di finale | Ottavi di finale | Ottavi di finale | Ottavi di finale |   |          | Quarti di finale | Quarti di finale | Quarti di finale | Quarti di finale |        |         | Semifinali | Semifinali |   |        | Finale | Finale | Finale |
|  |                  |                  |                  |                  |   |          |                  |                  |                  |                  |        |         |            |            |   |        |        |        |        |
|  | Varese           | 19               | 13               | 2                |   |          |                  |                  |                  |                  |        |         |            |            |   |        |        |        |        |
|  | Milano           | 1                | 2                | 0                |   |          |                  |                  |                  |                  |        |         |            |            |   |        |        |        |        |
|  | Milano           | 1                | 2                | 0                |   | Varese   | 7                | 5                | 2                |                  |        |         |            |            |   |        |        |        |        |
|  |                  |                  |                  |                  |   | Varese   | 7                | 5                | 2                |                  |        |         |            |            |   |        |        |        |        |
|  |                  | Bressanone       | 1                | 1                | 0 |          |                  |                  |                  |                  |        |         |            |            |   |        |        |        |        |
|  | Bressanone       | Bressanone       | 1                | 1                | 0 | 1        | 5                | 1†               |                  |                  |        |         |            |            |   |        |        |        |        |
|  | Bressanone       |                  |                  |                  |   | 1        | 5                | 1†               |                  |                  |        |         |            |            |   |        |        |        |        |
|  | Valpellice       | 3                | 2                | 1                |   |          |                  |                  |                  |                  |        |         |            |            |   |        |        |        |        |
|  | Valpellice       | 3                | 2                | 1                |   |          |                  |                  |                  |                  | Varese | 3       |            |            |   |        |        |        |        |
|  |                  |                  |                  |                  |   |          |                  |                  |                  |                  | Varese | 3       |            |            |   |        |        |        |        |
|  |                  | Appiano          | 0                |                  |   |          |                  |                  |                  |                  |        |         |            |            |   |        |        |        |        |
|  | Dobbiaco         | Appiano          | 0                | 8                | 3 | 2        |                  |                  |                  |                  |        |         |            |            |   |        |        |        |        |
|  | Dobbiaco         |                  |                  | 8                | 3 | 2        |                  |                  |                  |                  |        |         |            |            |   |        |        |        |        |
|  | Piné             | 3                | 0                | 0                |   |          |                  |                  |                  |                  |        |         |            |            |   |        |        |        |        |
|  | Piné             | 3                | 0                | 0                |   | Dobbiaco | 3                | 0                | 0                |                  |        |         |            |            |   |        |        |        |        |
|  |                  |                  |                  |                  |   | Dobbiaco | 3                | 0                | 0                |                  |        |         |            |            |   |        |        |        |        |
|  |                  | Appiano          | 7                | 1                | 2 |          |                  |                  |                  |                  |        |         |            |            |   |        |        |        |        |
|  | Appiano          | Appiano          | 7                | 1                | 2 | 9        | 1                | 2                |                  |                  |        |         |            |            |   |        |        |        |        |
|  | Appiano          |                  |                  |                  |   | 9        | 1                | 2                |                  |                  |        |         |            |            |   |        |        |        |        |
|  | Feltreghiaccio   | 5                | 0                | 0                |   |          |                  |                  |                  |                  |        |         |            |            |   |        |        |        |        |
|  | Feltreghiaccio   | 5                | 0                | 0                |   |          |                  |                  |                  |                  |        |         |            |            | 1 | Varese | 3      |        |        |
|  |                  |                  |                  |                  |   |          |                  |                  |                  |                  |        |         |            |            | 1 | Varese | 3      |        |        |
|  |                  | 2                | Caldaro          | 1                |   |          |                  |                  |                  |                  |        |         |            |            |   |        |        |        |        |
|  | Caldaro          | 2                | Caldaro          | 1                | 3 | 6        | 2                |                  |                  |                  |        |         |            |            |   |        |        |        |        |
|  | Caldaro          |                  |                  |                  | 3 | 6        | 2                |                  |                  |                  |        |         |            |            |   |        |        |        |        |
|  | Gardena C        | 0                | 0                | 0                |   |          |                  |                  |                  |                  |        |         |            |            |   |        |        |        |        |
|  | Gardena C        | 0                | 0                | 0                |   | Caldaro  | 5                | 4                | 2                |                  |        |         |            |            |   |        |        |        |        |
|  |                  |                  |                  |                  |   | Caldaro  | 5                | 4                | 2                |                  |        |         |            |            |   |        |        |        |        |
|  |                  | Como             | 2                | 1                | 0 |          |                  |                  |                  |                  |        |         |            |            |   |        |        |        |        |
|  | Como             | Como             | 2                | 1                | 0 | 2        | 9                | 2                |                  |                  |        |         |            |            |   |        |        |        |        |
|  | Como             |                  |                  |                  |   | 2        | 9                | 2                |                  |                  |        |         |            |            |   |        |        |        |        |
|  | Chiavenna        | 1                | 0                | 0                |   |          |                  |                  |                  |                  |        |         |            |            |   |        |        |        |        |
|  | Chiavenna        | 1                | 0                | 0                |   |          |                  |                  |                  |                  |        | Caldaro | 4          |            |   |        |        |        |        |
|  |                  |                  |                  |                  |   |          |                  |                  |                  |                  |        | Caldaro | 4          |            |   |        |        |        |        |
|  |                  | Valdifiemme      | 1                |                  |   |          |                  |                  |                  |                  |        |         |            |            |   |        |        |        |        |
|  | Pergine          | Valdifiemme      | 1                | 8                | 6 | 2        |                  |                  |                  |                  |        |         |            |            |   |        |        |        |        |
|  | Pergine          |                  |                  | 8                | 6 | 2        |                  |                  |                  |                  |        |         |            |            |   |        |        |        |        |
|  | Torino           | 2                | 0                | 0                |   |          |                  |                  |                  |                  |        |         |            |            |   |        |        |        |        |
|  | Torino           | 2                | 0                | 0                |   | Pergine  | 3                | 3                | 0                |                  |        |         |            |            |   |        |        |        |        |
|  |                  |                  |                  |                  |   | Pergine  | 3                | 3                | 0                |                  |        |         |            |            |   |        |        |        |        |
|  |                  | Valdifiemme      | 5                | 3                | 1 |          |                  |                  |                  |                  |        |         |            |            |   |        |        |        |        |
|  | Valdifiemme      | Valdifiemme      | 5                | 3                | 1 | 7        | 12               | 2                |                  |                  |        |         |            |            |   |        |        |        |        |
|  | Valdifiemme      |                  |                  |                  |   | 7        | 12               | 2                |                  |                  |        |         |            |            |   |        |        |        |        |
|  | Alleghe          | 4                | 2                | 0                |   |          |                  |                  |                  |                  |        |         |            |            |   |        |        |        |        |

## Partite

### Ottavi di finale
Andata
| Milano 30 dicembre 2022, ore 20:30 | Old Boys Milano                      | 1 – 19 (1:8; 0:4; 0:7) referto | Varese | Stadio del ghiaccio Agorà (383 spett.)\| Arbitri: \| Fabio Lottaroli Willy Vinicio Volcan \| |
| Arbitri:                           | Fabio Lottaroli Willy Vinicio Volcan |                                |        |                                                                                              |

| Torre Pellice 30 dicembre 2022, ore 20:30 | Valpellice Bulldogs          | 3 – 1 (0:1; 1:0; 2:0) referto | Bressanone-Brixen | Pala Cotta Morandini (580 spett.)\| Arbitri: \| Simone Lega Mauro Scanacapra \| |
| Arbitri:                                  | Simone Lega Mauro Scanacapra |                               |                   |                                                                                 |

| Baselga di Piné 30 dicembre 2022, ore 20:30 | Piné                               | 3 – 8 (0:1; 0:3; 3:4) referto | Dobbiaco | Ice Rink Piné-Palazzetto (150 spett.)\| Arbitri: \| Luca Cassol Mirco Fabrizio Da Pian \| |
| Arbitri:                                    | Luca Cassol Mirco Fabrizio Da Pian |                               |          |                                                                                           |

| Feltre 30 dicembre 2022, ore 20:30 | Feltreghiaccio                  | 5 – 9 (1:2; 4:2; 0:5) referto | Eppan-Appiano | Drio le Rive (801 spett.)\| Arbitri: \| Massimo De Col Simone Soraperra \| |
| Arbitri:                           | Massimo De Col Simone Soraperra |                               |               |                                                                            |

| Selva di Val Gardena 30 dicembre 2022, ore 20:30 | Gherdeina C                 | 0 – 3 (0:1; 0:2; 0:0) referto | Kaltern-Caldaro | Pranives (210 spett.)\| Arbitri: \| Marco Bagozza Fabio Tirelli \| |
| Arbitri:                                         | Marco Bagozza Fabio Tirelli |                               |                 |                                                                    |

| Chiavenna 30 dicembre 2022, ore 19:00 | Chiavenna                     | 1 – 2 (0:0; 0:1; 1:1) referto | Como | Palaghiaccio di Chiavenna (289 spett.)\| Arbitri: \| Stefano Ricco Alexander Wiest \| |
| Arbitri:                              | Stefano Ricco Alexander Wiest |                               |      |                                                                                       |

| Torino 30 dicembre 2022, ore 19:30 | Real Torino                        | 2 – 8 (0:3; 2:3; 0:2) referto | Pergine | Palaghiaccio Tazzoli (189 spett.)\| Arbitri: \| Gianluca Abram Federico Stefenelli \| |
| Arbitri:                           | Gianluca Abram Federico Stefenelli |                               |         |                                                                                       |

| Alleghe 30 dicembre 2022, ore 20:30 | Alleghe                      | 4 – 7 (2:4; 1:0; 1:3) referto | Valdifiemme | Stadio Alvise De Toni (575 spett.)\| Arbitri: \| Cristiano Biacoli Luca Zatta \| |
| Arbitri:                            | Cristiano Biacoli Luca Zatta |                               |             |                                                                                  |

Ritorno
| Varese 3 gennaio 2023, ore 20:30 | Varese                      | 13 – 2 (6:1; 3:1; 4:0) referto | Old Boys Milano | Acinque Ice Arena (601 spett.)\| Arbitri: \| Paolo Brondi Federico Rivis \| |
| Arbitri:                         | Paolo Brondi Federico Rivis |                                |                 |                                                                             |

| Bressanone 3 gennaio 2023, ore 20:30 | Bressanone-Brixen            | 6 – 2 (d.t.s.) (2:1; 1:0; 2:1; 1:0) referto | Valpellice Bulldogs | Palaghiaccio Bressanone (? spett.)\| Arbitri: \| Cristiano Biacoli Luca Zatta \| |
| Arbitri:                             | Cristiano Biacoli Luca Zatta |                                             |                     |                                                                                  |

| Dobbiaco 3 gennaio 2023, ore 20:00 | Dobbiaco                  | 3 – 0 (2:0; 1:0; 0:0) referto | Piné | Stadio del ghiaccio zona sportiva Gries (403 spett.)\| Arbitri: \| Giulio Soia Fabio Tirelli \| |
| Arbitri:                           | Giulio Soia Fabio Tirelli |                               |      |                                                                                                 |

| Appiano sulla Strada del Vino 4 gennaio 2023, ore 20:00 | Eppan-Appiano                 | 1 – 0 (0:0; 0:0; 1:0) referto | Feltreghiaccio | Stadio del ghiaccio di Appiano (120 spett.)\| Arbitri: \| Alessio Bedana Andrea Moschen \| |
| Arbitri:                                                | Alessio Bedana Andrea Moschen |                               |                |                                                                                            |

| Caldaro 3 gennaio 2023, ore 20:30 | Kaltern-Caldaro             | 6 – 0 (2:0; 2:0; 2:0) referto | Gherdeina C | Palaghiaccio Caldaro (50 spett.)\| Arbitri: \| Marco Bagozza Stefano Ricco \| |
| Arbitri:                          | Marco Bagozza Stefano Ricco |                               |             |                                                                               |

| Como 3 gennaio 2023, ore 19:00 | Como                                 | 9 – 0 (5:0; 3:0; 1:0) referto | Chiavenna | Palaghiaccio Casate (99 spett.)\| Arbitri: \| Fabio Lottaroli Willy Vinicio Volcan \| |
| Arbitri:                       | Fabio Lottaroli Willy Vinicio Volcan |                               |           |                                                                                       |

| Pergine Valsugana 3 gennaio 2023, ore 18:45 | Pergine                            | 6 – 0 (1:0; 3:0; 2:0) referto | Real Torino | Stadio del ghiaccio di Pergine (248 spett.)\| Arbitri: \| Luca Cassol Mirco Fabrizio Da Pian \| |
| Arbitri:                                    | Luca Cassol Mirco Fabrizio Da Pian |                               |             |                                                                                                 |

| Cavalese 3 gennaio 2023, ore 20:30 | Valdifiemme                   | 12 – 2 (4:0; 4:2; 4:0) referto | Alleghe | Palazzetto del Ghiaccio di Cavalese (914 spett.)\| Arbitri: \| Jeremy Bassani Massimo Da Col \| |
| Arbitri:                           | Jeremy Bassani Massimo Da Col |                                |         |                                                                                                 |

### Quarti di finale
Andata
| Bressanone 11 gennaio 2023, ore 20:30 | Bressanone-Brixen            | 1 – 7 (0:2; 0:2; 1:3) referto | Varese | Palaghiaccio Bressanone (? spett.)\| Arbitri: \| Marco Bagozza Federico Rivis \| |
| Arbitri:                              | Marco Bagozza Federico Rivis |                               |        |                                                                                  |

| Appiano sulla Strada del Vino 11 gennaio 2023, ore 20:30 | Eppan-Appiano                | 7 – 3 (2:2; 0:1; 5:0) referto | Dobbiaco | Stadio del ghiaccio di Appiano (135 spett.)\| Arbitri: \| Massimo De Col Fabio Tirelli \| |
| Arbitri:                                                 | Massimo De Col Fabio Tirelli |                               |          |                                                                                           |

| Como 11 gennaio 2023, ore 20:30 | Como                        | 2 – 5 (0:2; 1:0; 1:3) referto | Kaltern-Caldaro | Palaghiaccio Casate (68 spett.)\| Arbitri: \| Simone Lega Fabio Lottaroli \| |
| Arbitri:                        | Simone Lega Fabio Lottaroli |                               |                 |                                                                              |

| Cavalese 11 gennaio 2023, ore 20:30 | Valdifiemme              | 5 – 3 (1:2; 2:1; 2:0) referto | Pergine | Palazzetto del Ghiaccio di Cavalese (657 spett.)\| Arbitri: \| Stefano Ricco Luca Zatta \| |
| Arbitri:                            | Stefano Ricco Luca Zatta |                               |         |                                                                                            |

Ritorno
| Varese 17 gennaio 2023, ore 20:30 | Varese                               | 5 – 1 (0:0; 4:0; 1:1) referto | Bressanone-Brixen | Acinque Ice Arena (452 spett.)\| Arbitri: \| Fabio Lottaroli Willy Vinicio Volcan \| |
| Arbitri:                          | Fabio Lottaroli Willy Vinicio Volcan |                               |                   |                                                                                      |

| Dobbiaco 17 gennaio 2023, ore 20:00 | Dobbiaco                                 | 0 – 1 (2:2; 0:1; 5:0) referto | Eppan-Appiano | Stadio del ghiaccio zona sportiva Gries (213 spett.)\| Arbitri: \| Cristiano Biacoli Mirco Fabrizio Da Pian \| |
| Arbitri:                            | Cristiano Biacoli Mirco Fabrizio Da Pian |                               |               | |

| Caldaro 17 gennaio 2023, ore 20:30 | Kaltern-Caldaro          | 4 – 1 (0:0; 1:1; 3:0) referto | Como | Palaghiaccio Caldaro (65 spett.)\| Arbitri: \| Marco Bagozza Luca Zatta \| |
| Arbitri:                           | Marco Bagozza Luca Zatta |                               |      |                                                                            |

| Pergine Valsugana 17 gennaio 2023, ore 20:30 | Pergine                    | 3 – 3 (1:0; 1:1; 2:1) referto | Valdifiemme | Stadio del ghiaccio di Pergine (402 spett.)\| Arbitri: \| Luca Cassol Federico Rivis \| |
| Arbitri:                                     | Luca Cassol Federico Rivis |                               |             |                                                                                         |

### Semifinali
Il consiglio della LIHG ha assegnato l'organizzazione della fase finale del torneo all'HCMV Varese Hockey; le partite si sono disputate il 21 gennaio 2023 presso l'Acinque Ice Arena di Varese.
| Arbitri: | Roland Gerber Stefano Ricco |

| |           |  |
| Schina (Raimondi, Desauteles) 19:59 Drolet (M. Mazzacane, Perla) 39:34 Drolet (M. Mazzacane, Franchini) 57:49 | Marcatori |  |

| Arbitri: | Mirco Fabrizio Da Pian Fabio Lottaroli |

| |           |                                  |
| G. Vinatzer (A. Vinatzer, Oberrauch) 16:57 G. Vinatzer (S. Vinatzer, A. Vinatzer) 33:05 G. Vinatzer (Uffelmann, Andergassen) 53:41 M. Virtala (De Donà) 55:39 | Marcatori | 1:47 Nicolao (Odorizzi, Gorgone) |

### Finale
Il consiglio della LIHG ha assegnato l'organizzazione della fase finale del torneo all'HCMV Varese Hockey; la partita si è disputata il 22 gennaio 2023 presso l'Acinque Ice Arena di Varese.
| Arbitri: | Roland Gerber Simone Lega |

|                                                                                    |           |                               |
| Franchini (M. Mazzacane) 25:05 Drolet (Franchini, Desautels) 41:17 Franchini 59:57 | Marcatori | 48:08 T. Virtala (M. Virtala) |

| HCMV Varese Hockey | Portieri: Rocco Perla, Domenico Dalla Santa, Leonardo Mordenti Difensori: Andrea Schina, Mathieu Desautels, Erik Mazzacane, Daniel Belloni, Alex Bertin, Lorenzo Piccinelli Attaccanti: Francis Drolet, Marco Franchini, Tommaso Cordiano, Gianluca Tilaro, Andrea Vanetti, Marcello Borghi, Michael Mazzacane, Pietro Borghi, Alessio Piroso, Sebastian Allevato, Mattia Del Vita, Riccardo Privitera, Edoardo Raimondi, Daniele Odoni Allenatore: Claude Devèze |